# باب ردفرن
باب ردفرن (انگلیسی: Bob Redfern; ۳ مارس ۱۹۱۸ – ۳ ژوئیهٔ ۲۰۰۲) بازیکن فوتبال بود.
از باشگاه‌هایی که در آن بازی کرده‌است می‌توان به باشگاه فوتبال ولورهمپتون واندررز اشاره کرد.